# Trytjärnen (Silbodals socken, Värmland, 660048-129584)
Trytjärnen är en sjö i Årjängs kommun i Värmland och ingår i Göta älvs huvudavrinningsområde. Sjöns area är 0,013 kvadratkilometer och den befinner sig 269 meter över havet.